# Musisz to kupić
Musisz to kupić – pierwsza studyjna płyta zespołu Hurt. Gościnnie wystąpił na niej m.in. Mateusz Pospieszalski (Voo Voo). Największą popularnością cieszyła się singlowa piosenka "Na skos". Płyta nagrywana bez perkusisty, z automatem perkusyjnym i gramofonami.

## Lista utworów
1. "Musisz to kupić"
2. "Na skos / na wspak"
3. "Pragnienie milionów"
4. "Głowa granice mi wytycza"
5. "Zorka 5"
6. "Makowa panienka"
7. "Pif-paf"
8. "Nienowoczesność"
9. "Ogrody"
10. "Coraz krócej..."
11. "Sprzedajesz siebie"
12. "Kapitalizm"
13. "Kanał"
14. "Makowa dub"
15. "Na skos 2
16. "Pragnienie nr 2"
17. "Kapitalizm live"